# Bourg-en-Lavaux
Bourg-en-Lavaux is een Zwitserse gemeente in het district Lavaux-Oron van het kanton Vaud.

## Geschiedenis
De fusiegemeente is op 1 januari 2011 ontstaan nadat hierover op 17 mei 2009 een referendum was gehouden in de gemeentes Cully, Epesses, Grandvaux, Riex en Villette.
Deze gemeentes waren gelegen in het district Lavaux tot dat op 1 januari 2008 werd opgeheven en onderdeel werd van het nieuw opgerichte district Lavaux-Oron.
Het voormalige district bestond uit drie cirkels: Cully, Lutry en Saint-Saphorin. De gemeente Bourg-en-Lavaux omvat ongeveer een derde van het grondgebied van de cirkel van Cully. De aangrenzende gemeente Forel, die de rest van het grondgebied van de cirkel besloeg, is niet opgegaan in de nieuwe gemeente.
Het gemeentewapen van Riex, een van de voormalige gemeentes, is tegenwoordig het wapen van de fusiegemeente.